# Lily Lake (Illinois)
Pour les articles homonymes, voir Lily Lake (homonymie).
Lily Lake est un village du comté de Kane, en Illinois, aux États-Unis. Il est incorporé le 6 novembre 1990,. Lors du recensement de 2010, le village comptait une population de 993 habitants.

## Source de la traduction
- (en) Cet article est partiellement ou en totalité issu de l’article de Wikipédia en anglais intitulé « Lily Lake, Illinois » (voir la liste des auteurs).